# Ángel María Rousse
Ángel María Rousse Gerekiz (Bilbao, 1 de octubre de 1902-Ibidem, 19 de julio de 1977) fue un futbolista español, que se desempeñaba como defensa.
Disputó 42 encuentros oficiales con el Athletic Club en dos etapas distintas. La primera fue entre 1921 y 1926 y la segunda entre 1929 y 1930. Fue internacional con la selección española en un encuentro amistoso, disputado el 9 de marzo de 1924, ante Italia (0-0).

## Clubes
| Club          | País   | Año       |
| ------------- | ------ | --------- |
| Athletic Club | España | 1921-1930 |

## Palmarés

### Campeonatos regionales
| Título                         | Club          | País   | Año  |
| ------------------------------ | ------------- | ------ | ---- |
| Campeonato Regional de Vizcaya | Athletic Club | España | 1923 |
| Campeonato Regional de Vizcaya | Athletic Club | España | 1924 |

### Campeonatos nacionales
| Título        | Club          | País   | Año  |
| ------------- | ------------- | ------ | ---- |
| Copa del Rey  | Athletic Club | España | 1923 |
| Copa del Rey  | Athletic Club | España | 1930 |
| Liga Española | Athletic Club | España | 1930 |